# Academia
Academia — книжное издательство Петроградского философского общества при университете, существовавшее в 1921—1937 годах в РСФСР, затем СССР. Известно весьма качественными изданиями и иллюстрациями классической литературы. С издательством сотрудничали многие известные переводчики и художники.

## История
Зарегистрировано 31 декабря 1921 года, как товарищество на паях. С момента создания и до 1929 года возглавлялось А. А. Кроленко, затем до 1932 года — И. И. Ионовым, позже — Л. Б. Каменевым (до его ареста в 1934 году), Я. Д. Янсоном (1935—1937).
В редакционный совет входили С. А. Жебелёв, А. А. Франковский, Н. В. Болдырев, Л. П. Карсавин и другие историки, философы и литературоведы. В конце 1923 года издательство передано Государственному институту истории искусств с прежним штатом и правами автономии. В этот период выпускались книги по истории и теории литературы и искусства; с 1927 года издавалась серия «Сокровища мировой литературы», несколько позже «Памятники литературного, общественного, художественного быта и искусства» и «Театральные мемуары».
Особое внимание в издательстве «Academia» уделялось оформлению книг. «Жизнь, необыкновенные и удивительные приключения Робинзона Крузо» и «Приключения Гулливера» издавались с иллюстрациями Ж. Гранвиля, «Страдания юного Вертера» с иллюстрациями Д. Ходовецкого. Иллюстрировали и оформляли книги издательства ленинградские художники-графики: Н. Акимов, В. Белкин, Е. Белуха, М. Кирнарский, В. Конашевич, А. Лео, Г. П. Любарский, Д. Митрохин и многие другие. Позднее к ним присоединились и графики московской школы.
В 1929 году «Academia» перенесена из Ленинграда в Москву и преобразовано в российское акционерное общество. Председателем редакционного совета стал Максим Горький.
Издательство «Academia» прекратило своё существование на следующий день после ареста последнего руководителя Я. Д. Янсона в 1937 году, когда окончательно слилось с Гослитиздатом.

## Издательская марка
Логотип Г. П. Любарского впервые появился в первом томе «Полного собрания сочинений Платона».

## Издания
Первой книгой этого издательства стала «Религия эллинизма» Ф. Ф. Зелинского (1922). В 1927 году начала издаваться серия «Сокровища мировой литературы». Вышел в свет «Декамерон» Боккаччо, «Путешествия Гулливера» и первый том «Тысяча и одна ночь». Было выпущено 38 серий и свыше 1000 изданий, большинство из которых отличается сравнительно небольшим тиражом. Издания Academia обладают большой букинистической и антикварной ценностью.